# Nardodipace
Nardodipace – miejscowość i gmina we Włoszech, w regionie Kalabria, w prowincji Vibo Valentia.
Według danych na rok 2004 gminę zamieszkuje 1477 osób, 46,2 os./km².